# أكاديمية سان لوقا
أكاديمية سان لوقا (بالإنجليزية: Accademia di San Luca) هي أكاديمية، وعقار، تأسست في 1577، في إيطاليا.